# DoublePulsar

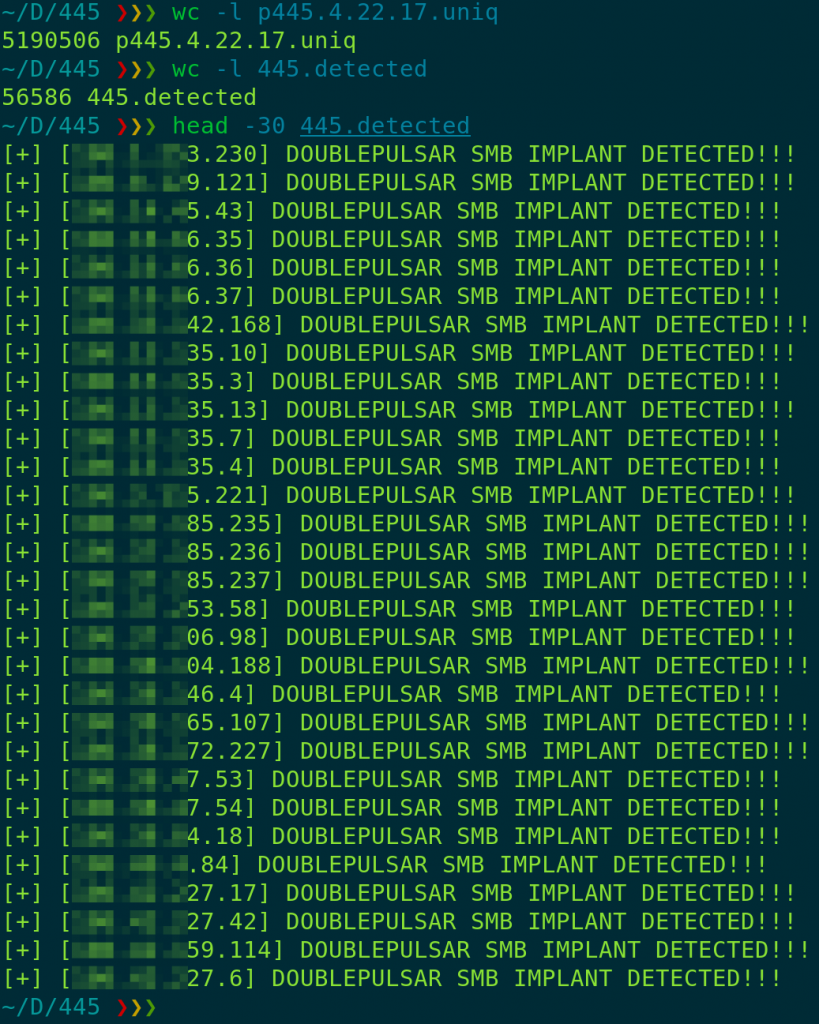
DoublePulsar

DoublePulsar es una herramienta de implantación de puerta trasera desarrollada por Equation Group de la Agencia de Seguridad Nacional (NSA) de EE. UU. que fue filtrada al público por The Shadow Brokers a comienzos de 2017. Esta herramienta infectó más de 200,000 ordenadores únicos con Windows de Microsoft en unas cuantas semanas, y fue utilizado junto a EternalBlue en el  ataque de ransomware WannaCry de mayo de 2017.
Sean Dillon, analista experto de la compañía de seguridad RiskSense Inc., fue el primero que diseccionó e inspeccionó DoublePulsar. Dijo que los exploits de la NSA son "10 veces peores" que el fallo de seguridad Heartbleed, y que usaban DoublePulsar como despliegue primaria. DoublePulsar se ejecuta en modo kernel, lo cual concede a los cibercriminales un nivel alto de control sobre el sistema. Una vez instalado, utiliza tres órdenes: ping, kill, y exec, el último de los cuales puede usarse para cargar malware al sistema.